# Emoções Sertanejas
Emoções Sertanejas é um álbum ao vivo do cantor e compositor Roberto Carlos com participações de vários cantores do gênero sertanejo, como uma das celebrações e homenagens dos 50 anos de carreira do cantor. Esse disco chegou na 8º posição no Top 20 Semanal da ABPD.
Foi lançado também um DVD no mesmo ano.

## Vendas e certificações
| País                              | Melhor posição |
| --------------------------------- | -------------- |
| Brasil - CD - TOP 20 Semanal ABPD | 8              |

## Faixas
- Todas as faixas foram escritas por Roberto Carlos e Erasmo Carlos, exceto onde indicado.

### CD 1
| N.º            | Título                             | Compositor(es)                                     | Intérprete(s)                | Duração |  |
| 1.             | "À Distância"                      |                                                    | Milionário & José Rico       | 4:32    |  |
| 2.             | "Proposta"                         |                                                    | César Menotti & Fabiano      | 3:38    |  |
| 3.             | "As Curvas da Estrada de Santos"   |                                                    | Nalva Aguiar                 | 4:09    |  |
| 4.             | "Eu Te Amo, Te Amo, Te Amo"        |                                                    | Gian & Giovani               | 4:30    |  |
| 5.             | "Alô"                              |                                                    | Martinha                     | 4:29    |  |
| 6.             | "Desabafo"                         |                                                    | Bruno & Marrone              | 4:01    |  |
| 7.             | "Caminhoneiro" (Gentle On My Mind) | John Hartford versão: Roberto Carlos Erasmo Carlos | Paula Fernandes Dominguinhos | 5:24    |  |
| 8.             | "Todas as Manhãs"                  |                                                    | Sérgio Reis                  | 4:10    |  |
| 9.             | "O Quintal do Vizinho"             |                                                    | Almir Sater                  | 2:58    |  |
| 10.            | "Esqueça" (Forget Him)             | Mark Anthony versão: Roberto Côrte Real            | Elba Ramalho                 | 4:14    |  |
| Duração total: | Duração total:                     | Duração total:                                     | Duração total:               | 41:05   |  |

### CD 2
| N.º            | Título                              | Compositor(es) | Intérprete(s)                    | Duração |  |
| 1.             | "Jesus Cristo"                      |                | Victor & Leo                     | 3:33    |  |
| 2.             | "Eu Disse Adeus"                    |                | Roberta Miranda                  | 3:38    |  |
| 3.             | "O Portão"                          |                | Zezé Di Camargo & Luciano        | 4:20    |  |
| 4.             | "Quando"                            |                | Zezé Di Camargo & Luciano Daniel | 4:08    |  |
| 5.             | "Do Fundo do Meu Coração"           |                | Daniel                           | 5:13    |  |
| 6.             | "Sentado À Beira do Caminho"        |                | Rionegro & Solimões              | 4:38    |  |
| 7.             | "Por Amor"                          |                | Leonardo                         | 4:22    |  |
| 8.             | "Eu Preciso de Você"                |                | Chitãozinho & Xororó             | 4:11    |  |
| 9.             | "É Preciso Saber Viver"             |                | Chitãozinho & Xororó Leonardo    | 3:21    |  |
| 10.            | "Como É Grande o Meu Amor Por Você" | Roberto Carlos | Roberto Carlos                   | 3:51    |  |
| 11.            | "Eu Quero Apenas"                   |                | Todos                            | 4:33    |  |
| Duração total: | Duração total:                      | Duração total: | Duração total:                   | 45:48   |  |

### DVD
| N.º | Título                              | Intérprete(s)                    | Duração |  |
| 1.  | "Abertura"                          | Todos                            |         |  |
| 2.  | "À Distância"                       | Milionário & José Rico           |         |  |
| 3.  | "Proposta"                          | César Menotti & Fabiano          |         |  |
| 4.  | "As Curvas da Estrada de Santos"    | Nalva Aguiar                     |         |  |
| 5.  | "Eu Te Amo, Te Amo, Te Amo"         | Gian & Giovani                   |         |  |
| 6.  | "Alô"                               | Martinha                         |         |  |
| 7.  | "Desabafo"                          | Bruno & Marrone                  |         |  |
| 8.  | "Caminhoneiro" (Gentle On My Mind)  | Paula Fernandes Dominguinhos     |         |  |
| 9.  | "Todas as Manhãs"                   | Sérgio Reis                      |         |  |
| 10. | "O Quintal do Vizinho"              | Almir Sater                      |         |  |
| 11. | "Esqueça" (Forget Him)              | Elba Ramalho                     |         |  |
| 12. | "Jesus Cristo"                      | Victor & Leo                     |         |  |
| 13. | "Eu Disse Adeus"                    | Roberta Miranda                  |         |  |
| 14. | "O Portão"                          | Zezé Di Camargo & Luciano        |         |  |
| 15. | "Quando"                            | Zezé Di Camargo & Luciano Daniel |         |  |
| 16. | "Do Fundo do Meu Coração"           | Daniel                           |         |  |
| 17. | "Sentado À Beira do Caminho"        | Rionegro & Solimões              |         |  |
| 18. | "Por Amor"                          | Leonardo                         |         |  |
| 19. | "Eu Preciso de Você"                | Chitãozinho & Xororó             |         |  |
| 20. | "É Preciso Saber Viver"             | Chitãozinho & Xororó Leonardo    |         |  |
| 21. | "Como É Grande o Meu Amor Por Você" | Roberto Carlos                   |         |  |
| 22. | "Eu Quero Apenas"                   | Todos                            |         |  |